# Peltops
Peltops is een geslacht van zangvogels uit de familie Artamidae (spitsvogels) en onderfamilie Cracticinae (orgelvogels). Binnen deze onderfamilie vallen ze enigszins uit de toon. Terwijl de meeste orgelvogels vrij groot zijn met een forse snavel, zijn de twee Peltopssoorten betrekkelijk klein en zien er een beetje uit als vliegenvangers met een forse snavel, die tot een heel ander familie behoren.

## Soorten
Het geslacht kent de volgende soorten:
- Peltops blainvillii – Bospeltops
- Peltops montanus – Bergpeltops